# Никълас Еванс
Никълас Еванс (на английски: Nicholas Evans) е английски журналист, телевизионен сценарист, филмов продуцент и писател на произведения в жанра романтична драма.

## Биография и творчество
Никълас Бенбоу Еванс е роден на 26 юли 1950 г. в Бромсгроув, Устършър, Англия. Завършва гимназия в Бромсгроув. Служи в армията в Африка с благотворителната организация „Доброволческа служба в чужбина“. Следва право в Сейнт Едмънд Хол на Оксфордския университет.
След дипломирането си работи като журналист във „Вечерната хроника“ в Нюкасъл на Тайн. После се премества в телевизията, продуцирайки филми за американската политика и Близкия изток за седмична актуална програма, наречена „Уикенд свят“ пътувайки много и опознавайки САЩ.
През 1982 г. започва да продуцира документални филми за изкуството – за известни писатели, художници и създатели на филми, няколко от които печелят международни награди (филми за Дейвид Хокни, Франсис Бейкън, Патриша Хайсмит). През 1983 г. снима филм за големия британски режисьор Дейвид Лийн („Лорънс Арабски“, „Доктор Живаго“ и др.). Лийн става негов приятел и ментор, и по-късно го насърчава да премине от факти към писане.
През следващите десет години пише и продуцира редица филми за телевизията и киното. През 1993 г. среща ковач в Югозападна Англия, който му разказва за повелитерите на коне – хора, които имат дарбата да лекуват травматизирани коне, което го вдъхновява за първата му книга.
Първият му роман „Повелителят на конете“ е издаден през 1995 г. В тиха снежна утрин 14-годишната Грейс Маклейн, и нейният кон Пилигрим, са блъснати от камион и са тежко ранени. Раните им с времето заздравяват, но душите им продължават да страдат, а майката на момичето – Ани, отказва конят да бъде умъртвен. Тя изминава хиляди километри, за да намери човека, който според мълвата умеел да лекува пострадали коне, среща която преобразява живота на всички.
Романът става бестселър в списъка на „Publishers Weekly“ и го прави известен. Издаден е в повече от петнадесет милиона копия по целия свят и е преведен на нас 35 езика. През 1998 г. е екранизиран в едноименния успешен филм с участието на Робърт Редфорд (режисьор и изпълнител на главната роля), Кристин Скот Томас, Скарлет Йохансон, Сам Нийл, Даян Уийст и Крис Купър. Филмът е отличен с две номинации за „Златен глобус“ 98 – за най-добра драма и режисура.
Следващите му романи също са бестселъри.
Женен за певицата и авторка на песни Шарлот Гордън Къминг, с която имат три деца – Макс, Лорън и Хари (Хари е от връзката му с телевизионната продуцентка Джейн Хюланд).
Еванс, Къминг и няколко техни роднини получават през септември 2008 г. отравяне от диви гъби, събрани на почивка в Шотландия, които предизвикват бъбречна недостатъчност. Всички те са подложени на бъбречна диализа, а през 2011 г. на Еванс е трансплантиран бъбрек дарен от дъщеря му.
Никълас Еванс живее със семейството си в къща от 14 век на брега на река Дарт Девън.

## Произведения

### Самостоятелни романи
- The Horse Whisperer (1995)
Лечителят на души, изд.: ИК „Бард“, София (1996), прев. Емилия Масларова
Повелителят на конете, изд. „СББ Медиа“ (2010, 2021), прев. Емилия Масларова
- The Loop (1998)
- The Smoke Jumper (2001)
Скок в огъня, изд.: ИК „Хермес“, Пловдив (2004), прев. Дори Габровска
- The Divide (2005)
Разделени, изд.: ИК „Хермес“, Пловдив (2006), прев. Иван Атанасов
- The Brave (2008)

### Екранизации
- 1987 Murder by the Book – тв филм
- 1988 Act of Betrayal – тв минисериал, 2 епизода
- 1990 Secret Weapon – тв филм
- 1992 Just Like a Woman
- 1995 Stirb für mich – тв филм
- 1998 Повелителят на конете, The Horse Whisperer

### Филмография (като продуцент)
- 1977 – 1980 Weekend World – тв сериал, 35 епизода
- 1979 – 1982 The London Programme – тв сериал, 84 епизода
- 1982 – 1983 Book Four – тв сериал, 15 епизода
- 1983 Great Performances – тв сериал, 1 епизод
- 1983 – 1985 The South Bank Show – тв сериал, 2 епизода
- 1987 Murder by the Book – тв фиилм
- 1988 Act of Betrayal – тв минисериал, 2 епизода
- 1990 Secret Weapon – тв фиилм
- 1992 Just Like a Woman